# Maurice Denis
Maurice Denis, francoski slikar, dekorativni umetnik in pisatelj, *25. november 1870, Granville, Manche, † 13. november 1943.
Pomembna oseba v prehodnem obdobju med impresionizmom in moderno umetnostjo je povezan z Les Nabis, simbolizmom in kasnejšim neoklasicizmom. Njegove teorije so prispevale k osnovam kubizma, fovizma in abstraktne umetnosti. Po prvi svetovni vojni je ustanovil Ateliers d'Art Sacré (Delavnice sakralne umetnosti), krasil je notranjščino cerkva in si prizadeval za oživitev verske umetnosti.

## Življenjepis

### Zgodnje življenje
Maurice Denis se je rodil 25. novembra 1870 v Granvillu, Manche, obalnem mestu v Normandiji v Franciji. Njegov oče je bil skromnega kmečkega porekla; po štirih letih v vojski je odšel delat na železniško postajo. Njegova mati, mlinarjeva hči, je delala kot šivilja. Po poroki leta 1865 sta se preselila v Saint-Germain-en-Laye v pariškem predmestju. Njegov oče je bil zaposlen v pisarnah uprave zahodnih železnic v Parizu.
Maurice je bil edinec. Že od malih nog sta bili njegovi strasti vera in umetnost. Dnevnik je začel voditi leta 1884 pri trinajstih letih. Leta 1885 je v svoj dnevnik zapisal svoje občudovanje nad barvami, svetlobo sveč in kadilom obredov v lokalni cerkvi. Pogosto je obiskoval Louvre in občudoval predvsem dela Fra Angelica, Rafaela in Botticellija. Pri petnajstih letih je v svoj dnevnik zapisal: »Da, moram, da postanem krščanski slikar, da slavim vse čudeže krščanstva, čutim, da je to tisto, kar je potrebno«. Leta 1887 je odkril novo vir navdiha, dela Puvisa de Chavannesa.
Denis je bil sprejet kot študent na eno najprestižnejših pariških šol Lycée Condorcet, kjer je blestel pri filozofiji. Vendar se je odločil zapustiti šolo konec leta 1887 in se leta 1888 vpisal na Académie Julian, da bi se pripravil na sprejemni izpit na École des Beaux-Arts v Parizu. Tam je študiral pri slikarju in teoretiku Julesu Josephu Lefebvru. Julija 1888 je opravil sprejemni izpit za Beaux-Arts in novembra opravil še en izpit, da bi prejel diplomo iz filozofije.

### Les Nabis
- Avtoportret pri 18 letih (1889)
- Vzpon na Kalvarijo (1889)
- Le Mystere Catholique (1889)
- Romanski motiv (1890), Muzej umetnosti okrožja Los Angeles

Na Académie Julian sta bila med njegovimi sošolci Paul Sérusier in Pierre Bonnard, ki sta imela skupne ideje o slikarstvu. Prek Bonnarda je spoznal druge umetnike, med njimi Édouarda Vuillarda, Paula Ransona, Ker-Xavierja Roussela in Hermann-Paula. Leta 1890 so ustanovili skupino, ki so jo poimenovali Les Nabis, vzeto iz Nabi - hebrejsko za 'prerok'. Njihova filozofija je temeljila na filozofiji pozitivizma in spisih Auguste Compte in Hippolyte Taine. Zavrnil je naturalizem in materializem v korist nečesa bolj idealističnega. Denis jo je leta 1909 opisal: »Umetnost ni več vizualni občutek, ki ga zberemo, tako rekoč fotografija narave. Ne, je stvaritev našega duha, za katero je narava le priložnost.«
Zaradi njegove tehnike je Denisa najprej pritegnil neoimpresionistični slog Seurata, vendar ga je zavrnil kot preveč znanstvenega. Leta 1889 je Denisa očarala razstava del Gauguina in njegovih prijateljev v Cafe Volponi, ob robu Pariške univerzalne razstave leta 1889. Ko se je pozneje spominjal, je Denis zapisal: »Kakšno presenečenje, ki mu je sledilo kakšno razodetje! mesto oken, ki se odpirajo v naravo, kot pri impresionistih, so bile to površine, ki so bile trdno dekorativne, močno barvite, obrobljene z brutalnimi potezami, razdeljene.« Gauguinovo delo je imelo takojšen učinek na Denisovo delo. Živo obarvane oblike Gauguinove Vache au-dessus du gouffre, prvič prikazane leta 1889, so se pojavile v Denisovem delu oktobra 1890, Taches du soleil sur la terrace, in kasneje v Denisovi Samoti Kristusa (1918).
Nabiji so se do konca 1880-ih razšli, vendar so njihove ideje vplivale na poznejša dela tako Bonnarda kot Vuillarda, pa tudi nenabijevskih slikarjev, kot je Henri Matisse.

### Japonizem
- Septembrski večer, (1891), Musée d'Orsay

Na Denisa je takrat vplivala tudi japonska umetnost. Zanimanje francoskih umetnikov za japonsko umetnost se je začelo v 1850-ih, nato se je obnovilo z razstavami na pariški univerzalni razstavi (1855) in ponovno oživelo leta 1890 z veliko retrospektivo japonskih grafik na École des Beaux-Arts. Že pred letom 1890 je Denis izrezoval in preučeval ilustracije kataloga Japan Artistique, ki ga je izdal Siegfried Bing. Novembra 1888 je izjavil svojemu prijatelju Émilu Bernardu, da želi preiti od »Dajanja barve (Puvis de Chavannes)« k »mešanju z Japonsko«. Njegove slike v japonskem slogu so se odlikovale s širokim formatom in zelo stilizirano kompozicijo ter dekoracijo, ki je bila videti kot japonska paravana.

### »Ravna površina, prekrita z barvami, sestavljenimi v določenem vrstnem redu«"
Avgusta 1890 je Denis utrdil svoje nove zamisli in jih predstavil v znamenitem eseju, objavljenem v reviji Art et Critique. Slavna uvodna vrstica eseja je bila: »Ne pozabite, da je slika, preden je bojni konj, ženski akt ali nekakšna anekdota, v bistvu ravna površina, prekrita z barvami, sestavljenimi v določenem vrstnem redu«. Denisu ta ideja ni bila izvirna; zamisel je nedolgo prej predstavil Hippolyte Taine v Filozofiji umetnosti, kjer je Taine zapisal: »Slika je barvna površina, na kateri so različni toni in različne stopnje svetlobe postavljeni z določeno izbiro; to je njena intimnost. biti.« Vendar pa je Denisov izraz pritegnil pozornost umetnikov in postal del temelja modernizma. Denis je bil med prvimi umetniki, ki so vztrajali pri ploskosti slikovne ravnine – enem od velikih izhodišč za modernizem. Vendar, kot je pojasnil Denis, ni mislil, da je forma slike pomembnejša od motiva. Nadalje je zapisal: »Globina naših čustev izhaja iz zadostne količine teh vrstic in teh barv, da se pojasnijo ... vse je v lepoti dela.« V svojem eseju je to novo gibanje poimenoval neotradicionalizem v nasprotju z progresizmom neoimpresionistov, ki jih je vodil Seurat. Z objavo tega članka je Denis postal najbolj znan glasnik filozofije Nabijev, čeprav je bila ta skupina v resnici zelo raznolika in je imela veliko različnih mnenj o umetnosti.
Naslednji večji dogodek v Denisovem življenju je bilo njegovo srečanje z Marthe Meurier oktobra 1890. Od junija 1891 sta imela dolgo romanco, natančno dokumentirano v njegovem dnevniku, in se poročila 12. junija 1893. Postala je pomemben del njegove umetnosti, in se pojavlja na številnih slikah in tudi v dekorativnih delih, kot so naslikane pahljače, pogosto kot idealizirana figura, ki predstavlja čistost in ljubezen.

### Simbolizem
- Marta pri klavirju (1891)
- Trojni portret Marthe Marte (1892)
- Portret Marte, (1893)
- Akt s šopkom vijolic (1894)

Do zgodnjih 1890-ih je Denis prišel do umetniške filozofije, ki je vodila večino njegovega poznejšega dela in ki se je zelo malo spremenila; da je bistvo umetnosti izražanje ljubezni in vere, ki sta bili zanj podobni stvari. 24. marca 1895 je v svojem dnevniku zapisal: »Umetnost ostaja zanesljivo zatočišče, upanje razuma v življenju od zdaj naprej in tolažilna misel, da se malo lepote manifestira v naših življenjih in da nadaljujemo delo stvarjenja. ....Zato ima umetniško delo zasluge, vpisane v čudovito lepoto rož, svetlobe, v razmerju dreves in oblike valov ter v popolnost obrazov; upanja in misli.«
Svet umetnosti je bil v zgodnjih 1890-ih v tranziciji s smrtjo Van Gogha leta 1890 in Seurata leta 1891 ter prvim odhodom Gauguina na Tahiti. Francoska država se je z letnimi saloni, ki jih je organizirala, postopoma odpovedovala prevladi umetnosti. Leta 1884 je bil ustanovljen neodvisni Salon, leta 1890 pa se je uradni Salon razdelil na dva dela z ustanovitvijo Société national des Beaux-Arts z lastno letno razstavo. Denis je svoja dela pokazal v obeh salonih, pa tudi v salonu La Libre Esthétique v Bruslju, vodilni evropski razstavi avantgardne umetnosti. Literarno gibanje, imenovano simbolizem, je začel Jean Moréas v članku v Le Figaro leta 1891. Marca 1891 je kritik George-Albert Dourer napisal članek za Mercure-de-France, v katerem je Denisa označil za vodilni primer »simbolike v slikarstvu«. Denisovo delo je pritegnilo pozornost kritikov in pomembnih mecenov, predvsem Arthurja Huca, lastnika uglednega časopisa La Dépêche de Toulouse, ki je organiziral lastne umetniške salone in kupil številna Denisova dela.
Denis je eksperimentiral z drugimi oblikami umetnosti in z dekorativno umetnostjo. Od leta 1889 je Denis za ilustriranje izdaje pesniške knjige Sagesse Paula Verlaina izrezljal serijo sedmih visoko stiliziranih lesenih grafik, ki so destilirale bistvo njegovega dela. Njegov mecen Huc je naročil dve veliki okrasni plošči v obliki tapiserij za svojo pisarno v Toulousu. Denis je tako kot drugi umetniki tega obdobja oblikoval tudi barvite litografske plakate z arabesknimi krivuljami Art nouveau.
Od leta 1891, kmalu po njegovi zaroki, je Denis Marto naredil za najpogostejšo temo svojih slik; upodabljal jo je v prečiščeni in idealizirani obliki med gospodinjskimi opravili, med spanjem in za jedilno mizo. Pojavljala se je v njegovih krajinah in v njegovih najambicioznejših delih tistega časa, seriji z naslovom Muze, ki jo je začel leta 1893 in jo pokazal na Salonu neodvisnih leta 1893. Prvo sliko je prodal svojemu prijatelju Arthurju Fontainu; Leta 1899 je francoska država pridobila eno od slik, kar je bilo njegovo prvo uradno priznanje.
Njegova žena je igrala klavir in v 1890-ih se je Denis vse bolj zanimal za povezave med glasbo in umetnostjo. Leta 1890 je naslikal njen portret za klavirjem. Oblikoval je tekočo litografijo z Marto za naslovnico za note La Damoiselle élue Clauda Debussyja, pa tudi drugo litografijo za pesem Pelléas et Mélisande Mauricea Maeterlincka, ki jo je Debussy preoblikoval v opero; in leta 1894 je naslikal La Petit Air, ki temelji na pesmi Princesse Maleine Stéphana Mallarméja, najvidnejšega literarnega zagovornika simbolizma. Leta 1893 je naredil skupni projekt s pisateljem Andréjem Gideom, ki je združil umetnost in literaturo; priskrbel je serijo tridesetih litografij, ki so spremljale dolg Gideov esej z naslovom Le Voyage d'Urien. Litografije niso ilustrirale besedila, temveč so se iste tematike lotevale z umetnikovega vidika.
Druga tema, ki jo je obravnaval v tem obdobju, je bil odnos med sveto in profano ljubeznijo. Slika je imela tri ženske figure, dve goli in eno oblečeno, po modelu Le Concert Champêtre in L'Amour Sacré et L'Amour Profane Tiziana in Déjeuner sur l'herbe od Maneta. Prizorišče je njegov lastni vrt z viaduktom Saint-Germain-en-Laye v ozadju. Gole figure so predstavljale sveto ljubezen, on pa je oblekel figuro profano ljubezen. Naredil je še eno sliko, tokrat golo Marto na vrtu, ki predstavlja tako sveto kot profano ljubezen v eni figuri.

### Art Nouveau in dekorativna umetnost
- April ali Cesta življenja, ena od štirih plošč za spalnico mladega dekleta (1892)
- Poslikan zaslon z golobi (1896), Musée d'Orsay
- Vitraž za zasebno rezidenco (1896)
- Druga plošča iz Legende o sv. Hubertu (1895-97)
- Portret Yvonne Lerolle v treh vidikih (1897)

Sredi 1890-ih, ko se je v Bruslju in Parizu pojavil slog Art nouveau, je Denis začel posvečati več pozornosti dekorativni umetnosti, čeprav sta njegovi temi družine in duhovnosti ostali enaki. Številne njegove nove projekte je naročil Samuel Bing, trgovec z umetninami, čigar galerija je dobila ime Art Nouveau. Njegovi novi projekti so vključevali dizajnerske tapete, vitraže, tapiserije, senčnike za svetilke, paravane in pahljače. Čeprav je delal znotraj časovnega obdobja in uporabljal materiale secesije, so njegove teme in slog ostali izrazito njegovi.
Njegovo najpomembnejše dekorativno delo je bila serija poslikanih plošč za pisarno barona Cochina, skupaj imenovana Legenda o sv. Hubertu, naslikana med letoma 1895 in 1897. Prosto je črpala iz Medičejske kapele v Firencah in del Nicolasa Poussina, Delacroixa in Pierre Puvis de Chavannesa. Cochin in njegova družina se pojavijo na eni plošči, Denisova žena Anne pa na drugi. Plošče so slavile družine in vero. Pariški nadškof je obhajal mašo v pisarni, ko je francoska vlada leta 1907 nacionalizirala njegovo rezidenco in drugo cerkveno lastnino.
Izdelal je majhno število portretov, vključno z nenavadnim portretom Yvonne Lerolle (1897), ki jo je prikazal v treh različnih položajih na isti sliki.

### Neoklasicizem
- Okras za kapelo Sainte-Croix du Vésinet (1899)
- Gioco del volano, Igra z loparjem na travniku (1900)
- Poklon Cézannu (1900)

Januarja 1898 je Denis prvič obiskal Rim, kjer so dela Rafaela in Michelangela v Vatikanu naredila nanj močan vtis. Napisal je dolg esej Les Arts a Rome, v katerem je izjavil: »klasična estetika nam hkrati ponuja metodo mišljenja in metodo želje po biti, moralo in hkrati psihologijo ... Klasična tradicija kot celota je po logiki vloženega truda in velikosti rezultatov na nek način vzporedna z religiozno tradicijo človeštva.« Istega leta sta umrli dve vodilni osebnosti simbolizma v umetnosti, Gustave Moreau in Puvis de Chavannes. Po vrnitvi v Pariz je Denis svojo umetnost preusmeril v neoklasicizem z jasnejšimi linijami in figurami. Marca 1898 je v svojem dnevniku zapisal: »Pomislite na pozne slike, kjer je Kristus osrednja figura ... Spomnite se velikih mozaikov v Rimu. Uskladite uporabo obsežnih dekorativnih sredstev in neposredna čustva narave.«
Denis je bil velik občudovalec Paula Cézanna; leta 1896 je odpotoval na Cézannov dom in napisal članek, v katerem je poročal o Cézannovem komentarju: »Iz impresionizma želim narediti nekaj trdnega in obstojnega, kot je umetnost v muzejih.« V članku je Denis Cézanna označil za »Poussina impresionizma« in ga označil za utemeljitelja sodobnega neoklasicizma. Eno najpomembnejših Denisovih del iz tega obdobja je Poklon Cézannu (1900), naslikano po smrti njegovega prijatelja Paula Cézanna. V ospredju prikazuje Cézannove prijatelje, med njimi več nekdanjih Nabijev; od leve proti desni (Odilon Redon, Édouard Vuillard, kritik André Mellerio, Ambroise Vollard, Denis sam, Paul Sérusier, Paul Ranson, Ker-Xavier Roussel, Pierre Bonnard in Denisova žena Marta). Slika je videti zelo mračna, ker so vsi oblečeni v črno za žalovanje, vendar ima tudi drugo sporočilo; slike, prikazane za figurami in na stojalu, predstavljajo prehod moderne umetnosti, od del Gauguina in Renoirja na zadnji steni do Cézannove slike na štafelaju, ki je z Denisovega vidika ponazarjala prehod od impresionizma in simbolizem proti neoklasicizmu.
Na Denisa so vplivali politični pretresi tistega časa, kot je afera Dreyfus (1894–1906), ki je razdelila francosko družbo in svet umetnosti z Émileom Zolajem in Andréjem Gideom na eni strani, ki sta branila Dreyfusa, ter Rodina, Renoirja in Denisa na eni strani. drugo. Denis je bil večino dogodkov v Rimu in to ni vplivalo na njegovo prijateljstvo z Gideom. Zanj je bilo pomembnejše gibanje francoske vlade za zmanjšanje moči cerkve in odločitev vlade, da leta 1905 uradno loči cerkev od države. Denis se je leta 1904 pridružil nacionalistični in prokatoliški Action Française in ostal član do leta 1927, ko je skupina prešla na skrajno desnico in jo je Vatikan uradno obsodil.

### Neoklasicizem proti fovizmu – slike na plaži
- Bakh in Ariadna (1907), Ermitaž
- Polifem (1907), Puškinov muzej, Moskva
- Kopalci pri Perros Guirecu (1912)
- Val (1916)

Do približno leta 1906 je Denis veljal za avantgardo pariških umetnikov, toda tistega leta je Henri Matisse predstavil La Joie de Vivre s svetlimi in konfliktnimi barvami fovizma. Kot odgovor se je Denis vedno bolj obračal k mitologiji in temu, kar je sam imenoval 'krščanski humanizem'. Leta 1898 je kupil majhno vilo ob plaži v Perros-Guirecu v Bretanji, ki je bila takrat oddaljena in redko poseljena ribiška vas. Leta 1907 je tamkajšnjo plažo uporabil kot prizorišče neoklasicistične slike Bakh in Ariadna, osvetlil svoje barve in prikazal srečno družino, ki gola divja na plaži. Temu je sledil s serijo slik aktov na plaži ali v bukoličnih okoljih, ki temeljijo na mitoloških temah.

## Oblikovanje in ilustracija knjige
Od leta 1899 do 1911 se je Denis ukvarjal tudi z grafiko. Za založnika Vollarda je izdelal komplet dvanajstih barvnih litografij z naslovom Amour, ki je bil umetniški, ne pa tudi komercialni uspeh. Nato se je vrnil k izdelavi lesenih grafik in naredil črno-belo serijo L'Imitation de Jesus-Christ v sodelovanju z graverjem Tonyjem Beltrandom, ki je izšla leta 1903, nato pa ilustracije za Sagesse pesnika Paula Verlaina, objavljeno leta 1911. Leta 1911 je začel ilustracije za Fiorette svetega Frančiška Asiškega. Za ta projekt je sam s kolesom potoval po Umbriji in Toskani ter risal. Končno delo, objavljeno leta 1913, je bilo polno bogatih in barvitih cvetličnih ilustracij. Naredil je tudi zelo dekorativne knjižne podobe in ilustracije za Dantejevo Vita Nova (1907) in štiriindvajset ilustracij za Eloo Alfreda de Vignyja (1917). Zadnje delo, ki je nastalo sredi prve svetovne vojne, je bilo bolj mračno od njegovih prejšnjih del, večinoma obarvano v bledo modro in sivo.

### Arhitekturna dekoracija
- Zgodba o Psihi, plošča za dvorec Ivana Morozova, Moskva (1908)
- Del stenske poslikave za kupolo Théâtre des Champs-Élysées, Pariz (1908-11)

Leta 1908 je Denis začel delati na pomembnem dekorativnem projektu za ruskega mecena Ivana Morozova, ki je bil glavni mecen Claudea Moneta in Augusta Renoirja ter lastnik Nočne kavarne Vincenta van Gogha. Denis je ustvaril veliko stensko ploščo Zgodovina Psihe za glasbeno sobo Morozovega moskovskega dvorca in kasneje k oblikovanju dodal nekaj dodatnih plošč. Honorar za ta projekt mu je omogočil nakup svoje obmorske hiše v Bretanji. Nato se je lotil bolj ambicioznega projekta, kupole za novo gledališče Théâtre des Champs-Élysées, ki ga je v Parizu zgradil arhitekt Auguste Perret. Gledališče je bilo moderno; je bila prva večja stavba v Parizu, zgrajena iz armiranega betona, in velja za prvo stavbo v slogu Art déco; toda Denisovo delo je bilo čisto neoklasicistično. Tema je bila zgodovina glasbe s figurami Apolona in muz. Perret je zgradil poseben studio za Denisa, da je lahko naslikal delo tako velikega obsega.

### Poučevanje in teorija — »novi klasični red«
Od leta 1909 je poučeval slikarstvo na Académie Ranson v Parizu, kjer je med njegovimi učenci bila tudi Tamara de Lempicka. Kasneje mu je priznala, da jo je naučil obrtne tehnike slikanja, čeprav je bil njen slog art déco precej drugačen od njegovega. Veliko svojega časa je posvetil tudi pisanju teorije. Leta 1909 je izdal Théories, kjer je združil članke, ki jih je napisal o umetnosti od leta 1890 in je opisoval potek umetnosti od Gauguina do Matissa (čigar dela ni maral) do Cézanna in Maillola, pod podnaslovom: »Od simbolizma in Gauguina proti novi klasični red«. Knjiga je bila zelo brana, pred letom 1920 so izšle še tri izdaje. Vključevala je njegov esej Sonce iz leta 1906, v katerem je opisal zaton impresionizma: »Skupna napaka vseh nas je bila, da smo iskali predvsem svetlobo. Bolje bi bilo najprej iskati božje kraljestvo in njegovo pravičnost, se pravi izraz našega duha v lepoti, ostalo pa bi prišlo po naravni poti.« Vključevala je tudi njegovo idejo, da je »umetnost posvečenje narave, tiste narave, ki jo najdemo v vsakem, ki je zadovoljen z življenjem.« Opisala je tudi njegovo teorijo ustvarjanja, ki je vir umetnosti našla v liku slikarja: »Kar ustvari umetniško delo, je moč in volja umetnika.«
Teme njegovih zrelih del so bile pokrajine in študije figure, predvsem matere in otroka. Toda Denis se je na svoje primarno zanimanje odzval leta 1907 z neoklasicističnima Bakhom in Ariadno, ki je osvetlil svoje barve in prikazal srečno družino, ki gola, a bolj skromno, divja na plaži. Naslikal je serijo del aktov na plaži, poklon Rafaelovim kopalcem in klasični goloti Miloške Venere ter drugih grških kipov. Ostala je slika verskih tem, kot je Dostojanstvo dela, ki jo je leta 1931 naročila Mednarodna zveza krščanskih sindikatov za okrasitev glavnega stopnišča Centra William Rappard.

### Cerkvena okna in okrasje
- Kapela samostana, Saint-Germain-en-Laye (1915-28)
- Okno cerkve Notre-Dame du Raincy
- Oltarna slika Église du Saint-Esprit v Parizu
- Stenska slika iz cerkve Saint-Nicaise. Reims

V zadnjem obdobju svojega življenja in dela se je vse bolj posvečal velikim stenskim poslikavam in nabožni umetnosti. Leta 1914 je Denis kupil nekdanjo bolnišnico Saint-Germaine-en-Laye, zgrajeno pod Ludvikom XIV. v 17. stoletju. Stavbo je preimenoval v Priorat in med letoma 1915 in 1928 je s pomočjo arhitekta Augusta Perreta okrasil stavbo, zlasti nedokončano kapelo, ki jo je napolnil z lastnimi načrti fresk, vitrajev, kipov in pohištva. Leta 1916 je izjavil, da namerava stremeti k »najvišjemu cilju slikarstva, ki je obsežna dekorativna stenska slika«. Dokončal je dvajset fresk med letom 1916 in svojo smrtjo leta 1943.
Njegova druga pomembna dela tega obdobja poleg samostana vključujejo dekoracijo cerkve Notre-Dame du Raincy, inovativne armiranobetonske cerkve art deco v pariškem predmestju, ki jo je zasnoval Auguste Perret in je bila dokončana leta 1924. Cerkev je bila zasnovana v duhu Sainte-Chapelle v Parizu, da bi vitraž dosegel največji učinek. Okna so bila izdelana v sodelovanju z umetnico vitrajev Marguerite Huré; Denis je oblikoval figurativno umetnost v središču vsakega okna, medtem ko je Marguerite Huré ustvarila okno in abstraktne steklene modele okoli njega. Druga večja verska dela vključujejo cerkev kapele Saint-Louis v Vincennesu (1927), okna kapele La Clarté v Perrosu (1931) in cerkev Thonona, njegov zadnji projekt pred njegovo smrtjo leta 1943. [31]
5. februarja 1919, kmalu po prvi svetovni vojni, sta Denis in George Desvallières ustanovila Ateliers d'Art Sacré ali delavnice sakralne umetnosti (1914–18) kot del širokega gibanja v Evropi za spravo cerkve s sodobno civilizacijo. Ateljeji so ustvarjali umetnost za cerkve, zlasti tiste, ki so bile opustošene v nedavni vojni. Denis je rekel, da je proti akademski umetnosti, ker žrtvuje čustva konvenciji in izumetničenosti, in je proti realizmu, ker je proza in hoče glasbo. Želel si je predvsem lepoto, ki je bila atribut božanstva.
Najpomembnejša cerkev, ki so jo okrasili Ateliers, je bila Église du Saint-Esprit v Parizu, dokončana leta 1934. Stenske poslikave in freske v notranjosti so naslikali George Desvallières, Robert Poughéon, Nicolas Untersteller in Elizabeth Branly. Cerkev so okrasili člani Ateliers d'Art Sacré, ki prikazuje zgodovino militantne cerkve in zgodovino zmagovalne cerkve od 2. do 20. stoletja. Da bi zagotovil enotnost dekoracij, je arhitekt določil standardno višino za vse upodobljene osebe in rdečo barvo vseh ozadij. Osrednja tema slik je »zgodovina militantne cerkve in zgodovina zmagoslavne cerkve od 2. do 20. stoletja«. Denis je naslikal dve glavni deli, oltarno sliko in drugo veliko delo poleg nje. Cerkvene freske, ki jih je naslikal, so bile pod močnim vplivom renesančne umetnosti, ki jo je videl v cerkvah v Italiji, zlasti dela Giotta in Michelangela. Leta 1922 je zapisal: »Vzvišeno je pristopiti k predmetu ali steni z veličastnim odnosom, plemenito in nikakor malenkostno.«

### Posvetne freske
V poznih 1920-ih in 1930-ih je bil njegov ugled tolikšen, da je prejel naročila za številne freske za pomembne meščanske stavbe. Te vključujejo strop nad stopniščem francoskega senata v Luksemburški palači; in freske za Hospic v mestu Saint-Étienne, kjer se je vrnil k barvitim in neoklasicističnim temam svojih slik na plaži. Naročili so mu izdelavo dveh stenskih plošč za Palais de Chaillot, zgrajeno za mednarodno razstavo v Parizu leta 1937. Denis je k sodelovanju pri projektu povabil več prijateljev iz svoje prejšnje kariere, Pierra Bonnarda, Édouarda Vuillarda in Roussela. Dve plošči slavita sakralno glasbo in profano (nerelizijsko glasbo) v barvitem neoklasicističnem slogu in spominjata na njegovo dekoracijo za kupolo Théâtre des Champs-Élysées. Klasična plošča prikazuje starodavno praznovanje v vrtovih Boboli v Rimu, ki jih je nedavno obiskal. Poslikave so še vedno vidne, čeprav so jih kasnejše prenove nekoliko iznakazile.
V poznejših letih je imel tudi dve pomembni naročili zunaj Francije, obe na njegovi najljubši temi krščanske vere in humanizma; prvi leta 1931 za urade Mednarodnega urada za delo v Ženevi, ki ga je naročilo Mednarodno združenje krščanskih delavcev v Ženevi na temo Kristus pridiga delavcem; drugič pa leta 1938 za nov sedež Društva narodov na temo oboroženosti za mir, ki prikazuje figuro Orfeja, ki kroti vojnega tigra.

## Pozno življenje
Januarja 1940, ko je bil star sedemdeset let, je v svojem dnevniku povzel svoje dosežke: »Moja poroka: Delacroix občudovan in razumljen; Ingres zapuščen; prelom s skrajneži. Postal sem uraden, hkrati pa gojim skrivno nezadovoljstvo umetnost, ki izraža mojo vizijo in mojo misel, hkrati pa me sili k boljšemu uresničevanju lekcij mojstrov.« Denis je umrl v Parizu zaradi poškodb, ki so bile posledica avtomobilske nesreče novembra 1943. Datum njegove smrti je različno naveden kot 2., 3. ali 13.

## Razstave
- Od 28. junija do 29. septembra 1963 v Musée Toulouse-Lautrec, Albi. Slike, akvareli, risbe, litografije, z uvodom Agnès Humbert[32]
- 1980  Muzej Mauricea Denisa je bil odprt v umetnikovem domu v pariškem predmestju Saint-Germain-en-Laye
- 1995  Velika retrospektivna razstava je potekala leta 1995 v Walker Art Gallery v Liverpoolu
- 2007  Podobna razstava je bila leta 2007 postavljena v Musée Des Beaux Arts de Montréal; to je bila prva večja Denisova razstava v Severni Ameriki.[33]